# Розенберг, Исаак Элькунович
Исаак Элькунович Розенберг (кодовые имена во Франции: Жан Кунов; Теодор; 1902, Кишинёв, Бессарабская губерния — 8 мая 1939, Москва) — советский разведчик-нелегал, майор (15.02.1936).

## Биография
Из еврейской семьи. В 1923 году покинул ставшую румынской Бессарабию и выехал в Вену. На зарубежной партийной работе в Австрии (1923 — июль 1924) и Франции (июль 1924 — май 1925). С 1925 года — в РККА. В мае 1925 года «был командирован консульством СССР во Францию для прохождения военной учёбы в Красной армии с разрешения ЦК ФКП». Член компартии Австрии (1923—1924), Франции (1924—1925) и с 1927 года ВКП(б). Владел немецким и английским языками. Окончил Курсы военных корреспондентов (1932).
Сотрудник Разведывательного Управления штаба РККА с 1925 года до своего ареста в 1938 году. Возглавлял одну из резидентур в Германии, затем в Швейцарии, был сотрудником советского представительства в Лиге Наций в Женеве, завербовал ряд агентов. В 1936—1938 годах работал в Испании. Старший преподаватель специального цикла Центральной школы подготовки командиров Разведуправления Генштаба РККА.
Награждён орденом Ленина (03.01.1937), золотыми часами «за исключительно добросовестную работу при выполнении особо ответственных заданий» (1935).
Арестован 30 апреля 1938 года, 8 апреля 1939 приговорён к ВМН, расстрелян 8 мая 1939 года. Реабилитирован 22 сентября 1956 года.

## Семья
- Родители — дубоссарские мещане Элькун (Элькуна) Абрамович Розенберг (1859—?) и Бася-Шейва Михилевна Клейнман (1867—?).
- Брат — Самуил (Самуэль) Элькунович Розенберг (1894—1938), был расстрелян в сентябре 1938 года[4].